# Ludwig Gans zu Putlitz
Friedrich Ludwig Wilhelm Otto Gans Edler Herr zu Putlitz (* 11. März 1750 in Wolfshagen; † 16. März 1828 in Jauer) war ein preußischer Generalleutnant und Ritter des Ordens Pour le Mérite.

## Leben

### Herkunft
Friedrich zu Putlitz entstammte einer der vornehmsten märkischen Adelsfamilien, die seit dem 13. Jahrhundert in der Priegnitz ansässig war und dort in dieser Zeit zum Herrenstand gehörte. Sie waren jedoch nicht reichsunmittelbar, wie die Familienlegende behauptet, sondern Lehnsleute der Markgrafen von Brandenburg. Seit 1373 war die Familie mit dem Amt eines Erbmarschalles der Kurmark Brandenburg belehnt, seit 1855 saß das Geschlecht als erbliches Mitglied im Preußischen Herrenhaus.
Seine Eltern waren der holsteinische Kammerjunker Rudolf Christian Gans (1712–1789) und dessen Ehefrau Sophie Charlotte, geborene von Wedell († 1773).

### Militärlaufbahn
Wie es damals in adeligen Familien üblich war, wurde Putlitz Berufsoffizier in der Preußischen Armee. 1770 kam er in das Regiment Infanterieregiment „Prinz Ferdinand“ und nahm 1778/79 am Bayerischen Erbfolgekrieg teil. Er wechselte dann kurz in holländische Dienste, wurde aber bereits 1780 Hauptmann im leichten Infanterieregiment „Chaumontet“. Als dieses aufgelöst wurde, kam er in das Füsilier-Bataillon Nr. 13. Damit nahm er am Ersten Koalitionskrieg teil und kämpfte in den Gefechten bei Hochheim und bei Weiler. Am 10. November 1793 nahm er am Sturm auf die Feste Bitsch teil und wurde bei dem Angriff schwer verwundet. Wieder genesen wurde er 1797 Major und Chef des Füsilier-Bataillon Nr. 22. Er war aber schon sehr schwerhörig und so erhielt der General Karl Andreas von Boguslawski das Bataillon. 1803 wurde Putlitz Kommandeur des III. Bataillon Infanterieregiment „von Graevenitz“ in Glogau.
Auch zu Beginn des Krieges Preußens gegen Napoleon war er noch Major und Kommandeur des III. Bataillons. Bei der schnellen Eroberung der preußischen Festung Glogau durch die französischen Truppen am 6. Dezember 1806 muss er eine unglückliche Rolle gespielt haben, denn die nach dem Frieden von Tilsit von König Friedrich Wilhelm III. von Preußen eingesetzte Untersuchungskommission, die das Verhalten aller Offiziere während des verlorenen Krieges von 1806/07 untersuchen sollte, beanstandete sein ,Dienstbenehmen'.
Dagegen zeichnete sich Putlitz bei der Verteidigung von Glatz so aus, dass ihn sein Kommandeur, General von Götzen am 24. Juni 1807 in einem Generalrapport über den Sturm auf das Lager von Glatz an den König zur Auszeichnung mit dem Orden pour le merite vorschlug, ... Major von Putlitz zeigte sich auch bei dieser Gelegenheit als äußerst braver Mann... Schon vor seiner Auswechslung machte er sich durch Mitteilung von Nachrichten und Vorschlägen ... und Einwirkung auf die Stimmung im Gebirge sehr verdient. Danach wurde er abberufen, um das Kommando im Lager zu übernehmen... daher Vorschlag p.l.m.'. Auf diesen Vorschlag erfolgte zunächst keine Entscheidung. Der König legte dagegen den Vorschlag des Generals von Götzen der Immidiatkommission vor, die sich mit einer Befürwortung sehr schwer tat und am 13. Februar 1809 dem König vorschlug, den Antrag auf Verleihung des Ordens abzulehnen. ....,wegen des früheren, nicht ganz tadelsfreien Dienstbenehmen in Glogau es nicht gut sein dürfte, ihm den Orden zu ertheilen.....
Dennoch erging am 13. April 1810 eine königliche Order an den inzwischen zum Oberstleutnant beförderten und zum Kommandeur des Schlesischen Schützen-Bataillons ernannten Putlitz.  ....,Mein Lieber usw...Bei der erfolgten Bestimmung, daß keine  Anträge mehr auf Belohnung mit dem V.O. gemacht werden sollen, habe Ich aufs Neue genau untersuchen lassen, wer im Laufe des letzten Krieges sich auf eine Auszeichnung Ansprüche erworben haben möchte, und dadurch hat sich ergeben, daß Euer rühmliches Verhalten eine öffentliche Anerkennung wohl verdient. Ich mache Mir daher das Vergnügen, Euch diese durch Verleihung des beiliegenden V.O. zu bewilligen...' .
Am 27. Mai 1810 folgte seine Ernennung zum Kommandanten von Graudenz sowie am 4. Februar 1811 mit Patent vom 7. Februar 1811 seine Beförderung zum Oberst. Nach dem Tod des Generalfeldmarschalls Courbière übernahm Putlitz auch noch dessen Geschäfte. Am 17. März 1812 wurde ihm als Generalmajor mit einer Pension von 800 Talern der Abschied gewährt.
Als Divisionär der Landwehr zwischen Elbe und Oder nahm Putlitz während der Befreiungskriege 1813/14 am Gefecht bei Lübnitz teil, wofür er mit dem Eisernen Kreuz II. Klasse ausgezeichnet wurde. Außerdem wirkte er bei den Belagerungen von Magdeburg und Wesel. Ad interim war er ab 26. April 1814 Kommandant von Glogau, bis Putlitz schließlich am 3. Oktober 1815 mit dem Charakter als Generalleutnant und einer jährlichen Pension von 1500 Talern erneut der Abschied bewilligt wurde.

### Familie
Er war mit Caroline Dorothe Lange (1755–1837) verheiratet. Die Ehe blieb kinderlos.